# Stolec-Krzyżanka
Stolec-Krzyżanka – kolonia w Polsce, położona w województwie łódzkim, w powiecie sieradzkim, w gminie Złoczew.
Wchodzi w skład sołectwa Stolec.
W latach 1975–1998 Krzyżanka administracyjnie należała do województwa sieradzkiego.
Przed 2023 r. miejscowość nosiła nazwę Krzyżanka i była częścią wsi Stolec.